# Giovanni Battista Somis
Giovanni Battista Somis (25. prosince 1686, Turín - 14. srpna 1763 tamtéž) byl italský houslista a hudební skladatel.

## Biografie
Pocházel z hudebnické rodiny, jež působila ve službách savojských vévodů. Stejně jako jeho mladšímu bratrovi (Giovanni Lorenzo Somis) se mu dostalo prvního hudebního vzdělání od jejich otce Francesca Lorenza Somise (1663–1736). V letech 1703-1706 byl Giovanni Battista žákem Arcangela Corelliho v Římě, poté pravděpodobně i Antonia Vivaldiho v Benátkách. Po návratu do Turína působil jako houslista v orchestru vévodského dvora v Turínu. V roce 1738 byl jmenován jeho sólistou a ředitelem. Sólistou a komponistou turínského dvora byl i jeho bratr Giovanni Lorenzo Somis.
Jedním z jeho nejproslulejších žáků byl dodnes známý a hraný Jean-Marie Leclair, který přejal Somisův způsob hry a přenesl jej do francouzské houslové školy. Jeho žáky byli dále Gaspard Fritz, Jean-Pierre Guignon, Louis-Gabriel Guillemain a Gaetano Pugnani, kteří všichni prosluli jako houslisté i jako komponisté.

## Dílo
Jeho skladby jsou charakterizovány spojením francouzského a italského stylu a přispěly k rozvoji houslové virtuozity.
Soupis Somisových děl, pocházející pravděpodobně z jeho vlastního pera, obsahuje 152 houslové koncerty, které však jsou z větší části nezvěstné. Zveřejněno bylo více než 80 houslových sonát a sonát pro trio, které byly vydány nakladateli v Turínu, Paříži a Amsterodamu.
Tiskem vyšla následující díla:
- Op.1 - 12 komorních sonát pro housle a basso continuo (1717 Amsterodam)
- Op.2 - 12 komorních sonát pro housle a basso continuo (1723 Turin)
- Op.3 - 12 komorních sonát pro housle a basso continuo (1725 Turin)
- Op.4 - 12 komorních sonát pro housle a basso continuo (1726 Paříž)
- Op.5 - 6 sonát pro trio (dvoje housle a basso continuo) (1733 Paříž)
- Op.6 - 12 komorních sonát pro housle a basso continuo (1734 Paříž)
- Op.7 - "Ideali trattimenti da camera" pro dvoje housle, dvě flétny nebo violy da gamba (1750 Paříž)
- Op.8 - 6 sonát pro trio